# Kosihy nad Ipľom
Kosihy nad Ipľom é um município da Eslováquia, situado no distrito de Veľký Krtíš, na região de Banská Bystrica. Tem 6,83 km² de área e sua população em 2018 foi estimada em 390 habitantes.

## Demografia
| Ano:        | 1994 | 2004   | 2014    | 2024    |
| ----------- | ---- | ------ | ------- | ------- |
| Broj ljudi: | 487  | 481    | 428     | 367     |
| Razlika:    |      | -1,23% | -11,01% | -14,25% |

| Ano:               | 2023 | 2024   |
| ------------------ | ---- | ------ |
| Número de pessoas: | 381  | 367    |
| Diferença:         |      | -3,67% |